# 国际水道非航行使用法公约
《国际水道非航行使用法公约》由联合国大会于1997年5月21日通过，是迄今为止在调整国际淡水资源利用关系领域最具影响力的框架性公约。《公约》既融入了国际习惯法的相关规则，又吸收了国际淡水资源开发与保护方面的多边或双边条约的实践经验，确立了公平合理利用、不造成重大损害等国际水法的基本实体原则。

## 筹备过程
《公约》由联合国大会第六委员会（法律委员会）进行协商和讨论，历经二十余载宣告完成。

## 缔约国家
迄今为止，共16个国家签署了《公约》，包括：科特迪瓦、芬兰、德国、匈牙利、约旦、卢森堡、纳米比亚、荷兰、挪威、巴拉圭、葡萄牙、南非、叙利亚、突尼斯、委内瑞拉、也门；共36个国家认可、接受、加入或批准了《公约》。

## 主要内容
《公约》共37条、7部分；最重要的实体与程序事项规定在第二部分（一般原则）、第三部分（计划采取的措施）和第四部分（保护、保全和管理）中，另外，第33条规定了争端的解决。

## 中国与《公约》
基于对《公约》部分条款的反对，中华人民共和国尚未加入公约，因此《公约》对中华人民共和国不具有直接的法律效力。